# Weißpigmente

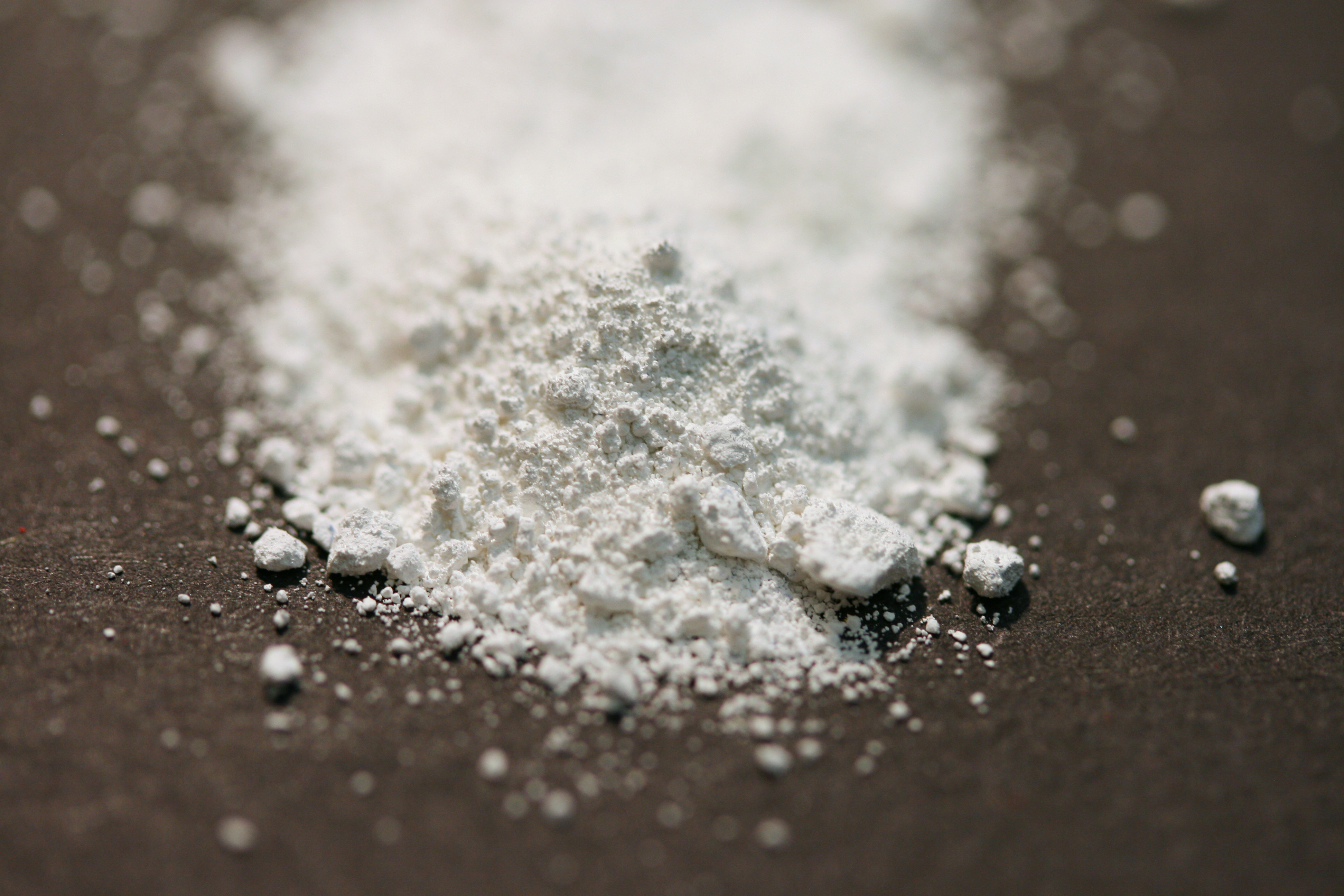
Titanweiß-Pigment, (Weißpigment)

Weißpigmente sind unbunte anorganische Pigmente mit einem hohen Brechungsindex (größer 1,8), die in der Regel synthetisch hergestellt und vor allem zur Erzeugung von optischer Weiße in Anstrichmitteln oder als Füllstoff in z. B. Kunststoffen verwendet werden. Als das wichtigste Weißpigment mit dem höchsten Brechungsindex gilt Titandioxid. Im Vergleich dazu einige weitere Weißpigmente:
| Weißpigment                 | Brechindex nD |
| --------------------------- | ------------- |
| Titandioxid (Anatas, Rutil) | 2,6–2,7       |
| Lithopone                   | 1,8–2,1       |
| Bariumsulfat                | 1,64          |
| Zinkoxid (Zinkweiß)         | 2,0–2,1       |
| Zinksulfid                  | 2,4           |
| Bleicarbonat (Bleiweiß)     | 1,8           |

In Verbindung mit der Anwendung als Anstrichmittel ist der Brechungsindex vor allem ein Maßstab der Nassopazität bzw. des Deckvermögens. Bezüglich der Trockenopazität (beispielsweise für die Papierbeschichtung) und zur Beurteilung des Weiße-Grades ist er weniger aussagekräftig. So können Weißminerale mit geringerem Brechindex wie z. B. Kreide (n=1,55) oder Satinweiß durchaus eine mit Weißpigmenten vergleichbares Deckvermögen erreichen, denn ausschlaggebend ist auch die Teilchengröße und Teilchenform. Normalerweise gilt für Buntpigmente: Je feiner die Teilchen, umso besser das Deckvermögen. Je nach Herstellbedingungen und Mahlfeinheit können heute Teilchengrößen von unter 0,1 µm erzeugt werden. Bei Weißpigmenten gibt es allerdings ein Optimum der Partikelgröße, das sich aus der Mie-Streutheorie ableitet. Zu kleine Partikel führen lediglich zu einer Eintrübung entsprechend des Tyndall-Effekts oder zur Transparenz statt einer Einfärbung.
Die Haupteinsatzgebiete der Weißpigmente sind die Papier-, Farb-, Kunststoff- und Lackindustrie.
In der Papierindustrie werden traditionell auch die Weißminerale wie z. B. Calciumcarbonat und Ettringit (Satinweiß/Casul) zu den Weißpigmenten gezählt. Sie werden hier zum Beschichten von (gestrichenen) Papieren verwendet, welche als Kunstdruckpapier und für hochwertige Lebensmittelverpackungen eingesetzt werden. Eine weitere Anwendung finden Weißminerale bzw. weiße Gesteinsmehle in Dispersionsfarben und Flüssig-Putzen.
In Japan wird traditionell das Pigment Muschelweiß (Gofun Shirayuki) aus Austernschalen hergestellt.